# The Perfect Host
The Perfect Host è un film del 2011 diretto da Nick Tomnay.